# Polyandrocarpa lapidosa
Polyandrocarpa lapidosa is een zakpijpensoort uit de familie van de Styelidae. De wetenschappelijke naam van de soort is voor het eerst geldig gepubliceerd in 1891 door Herdman.